# Laticilla
Laticilla är ett fågelsläkte i familjen marktimalior inom ordningen tättingar. Släktet omfattar två arter med utbredning i Pakistan, Nepal, norra Indien och norra Bangladesh:
- Industimalia (L. burnesii)
- Brahmaputratimalia (L. cinerascens)

Fram tills nyligen betraktades de två arterna vara prinior i familjen cistikolor. DNA-studier visar dock att burnesii förvånande nog är en marktimalia. Eftersom cinerascens tidigare betraktats som samma art som burnesii har även den flyttats hit.